# Marcusenius mento
Marcusenius mento és una espècie de peix pertanyent a la família dels mormírids i a l'ordre dels osteoglossiformes.

## Etimologia
Marcusenius fa referència a l'alemany Johann Marcusen (el primer ictiòleg a estudiar els mormírids de forma sistemàtica), mentre que l'epítet mento deriva del llatí mentum i al·ludeix al seu mentó força desenvolupat.

## Descripció
Fa 26 cm de llargària màxima. Absència d'espines a les aletes dorsal i anal. 25-34 radis tous a l'única aleta dorsal i 33-39 a l'anal. Origen de l'aleta dorsal situat lleugerament darrere del de l'anal. Aleta caudal forcada. Perfil dorsal del cap clarament còncau. Boca terminal. 76-87 escates a la línia lateral i 12-12 al voltant del peduncle caudal. Sense barbetes sensorials ni aleta adiposa. Musell allargat, punxegut i cònic. Protuberància del mentó molt projectada cap endavant. Dents bicúspides (5 al maxil·lar superior i 6 a l'inferior). Diàmetre de l'ull igual al 44-62% de la llargada del musell. Aleta caudal petita. Conservat en alcohol, és de color marró fosc al dors, el qual es torna més clar a mesura que s'atansa al ventre. Té una franja fosca mal definida entre les aletes dorsal i anal, la qual fa, aproximadament, l'amplada de 8-9 escates. Origen de l'aleta dorsal al nivell del desè radi anal. Presència d'un òrgan elèctric capaç de produir descàrregues elèctriques febles. Hi ha diferències significatives en els recomptes dels radis de les aletes i d'altres descriptors entre els espècimens recollits a Libèria, Sierra Leone i el Camerun, la qual cosa suggereix que podrien ésser espècies diferents.

## Alimentació
A Guinea, els adults es nodreixen d'invertebrats aquàtics i terrestres, detrits i plantes.

## Hàbitat i distribució geogràfica
És un peix d'aigua dolça, demersal i de clima tropical (14°N-6°N), el qual viu a Àfrica: els rius Benué, Corubal, Cross, Gàmbia, Geba, Great Scarcies, Kogon, Konkouré, Lofa-Mano, Moa, Níger, Ouémé, Rokel, Sanaga, Senegal i Sewa a Libèria, Sierra Leone, Guinea Bissau, Guinea, Gàmbia, el Senegal, el Camerun, la Costa d'Ivori, Benín, Mali, el Níger, Nigèria i el Gabon.

## Observacions
És inofensiu per als humans i el seu índex de vulnerabilitat és de baix a moderat (28 de 100).